# Puente Internacional del Río Águeda
El Puente Internacional del Río Águeda, también conocido como Puente del Río Águeda, es una infraestructura ferroviaria abandonada de la Línea La Fuente de San Esteban-Barca de Alba sobre el río Águeda, en la frontera entre España y Portugal, junto a la localidad de Barca de Alba.

## Características
Este puente, que se sitúa junto a la localidad portuguesa de Barca de Alba, cruza el río Águeda.
Fue proyectado por los portugueses Augusto Luciano Simões de Carvalho, ingeniero director, Alfredo Soares, ingeniero jefe de la construcción, y José Vieira Padilha, conductor jefe del servicio, a cargo de la compañía estatal portuguesa Caminhos de Ferro do Minho e Douro.
La Sociétè Braine le Compte realiza el montaje del puente, designándose en noviembre de 1887 a los ingenieros Cesar Llorens y Bonifacio Espinal, por parte de España, y Luciano Simões y Joaquim Mathos, por parte de Portugal, para realizar las pruebas de carga.

## Historia

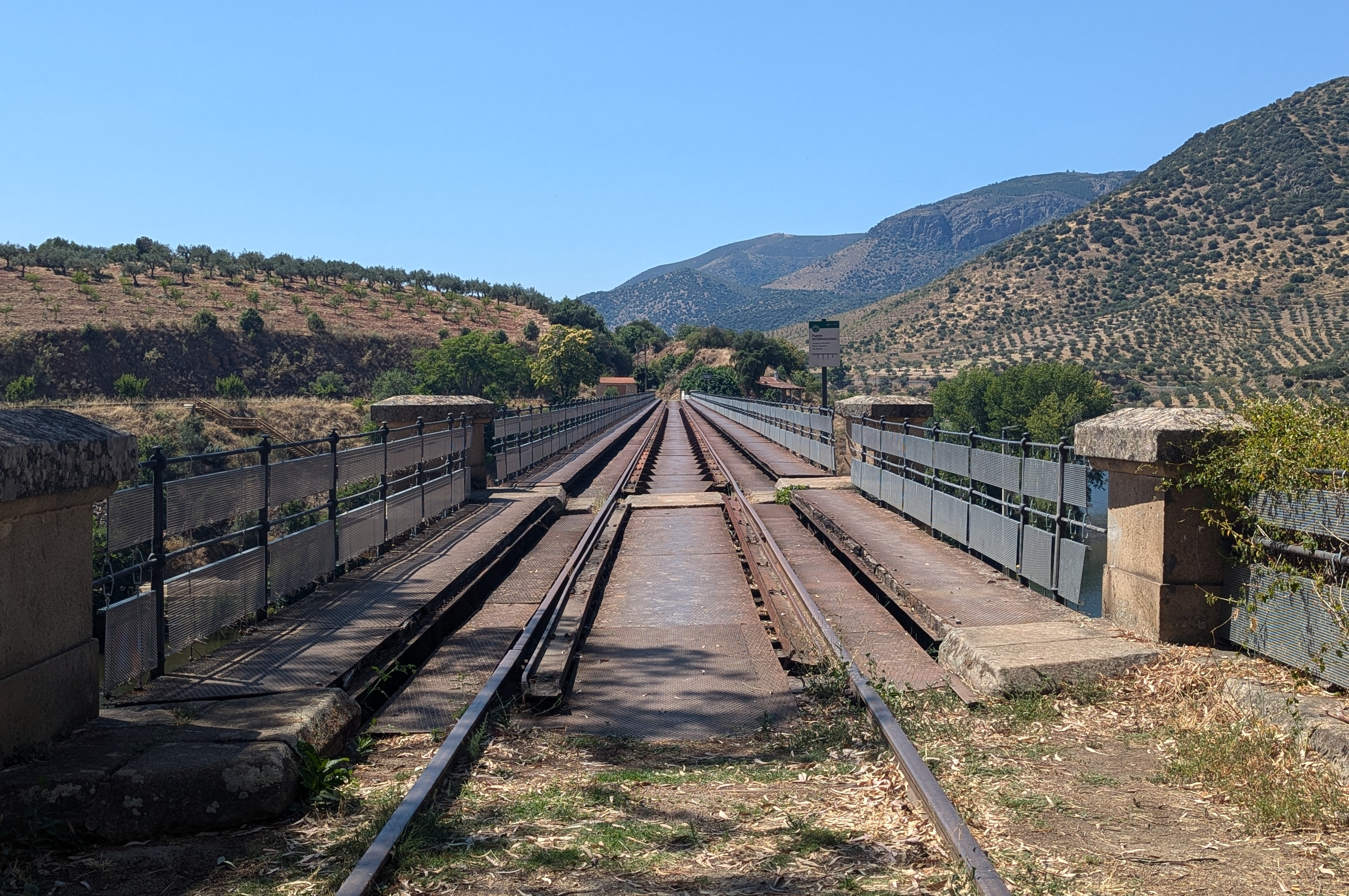
Parte superior del puente

Fue inaugurado el 9 de diciembre de 1887, con una ceremonia en la que participaron representantes españoles y portugueses en la que se celebra el inicio de explotación de la Línea La Fuente de San Esteban-Barca de Alba, siendo la quinta conexión internacional por ferrocarril, entre Portugal y España. Esta línea fue cerrada por el Gobierno español el 1 de  enero de 1985.